# Крий (титан)
Крий, Кри́ос (др.-греч. Κριός, Κρῖος или Κρεῖος «баран») — в древнегреческой мифологии один из титанов, сын Урана и Геи, супруг дочери Понта Еврибии. Был повержен во время титаномахии и сброшен в Тартар.
Отец Астрея, Перса и Палланта (Палласa) . Согласно Павсанию, отец Пифона.